# Леко, Виктор-Люсьен-Сюльпис
Виктор-Люсьен-Сюльпис Леко (фр. Victor-Lucien-Sulpice Lécot; 8 января 1831, Монткур-Лизроль, Франция — 19 декабря 1908, Шамбери, Франция) — французский кардинал. Епископ Дижона с 10 июня 1886 по 26 июня 1890. Архиепископ Бордо с 26 июня 1890 по 19 декабря 1908. Кардинал-священник с 12 июня 1893, с титулом церкви Санта-Пуденциана с 21 мая 1894.